# 극장판 엉덩이 탐정: 화려한 사건 수첩
《극장판 엉덩이 탐정: 화려한 사건 수첩》(일본어: 劇場版 おしりたんてい：カレーなる事件, 영어: Butt Detective The Movie)은 2019년 4월에 개봉한 일본의 코미디, 미스터리, 애니메이션 영화이다.
 히라야마 미호가 감독을 맡았다.
 일본은 2019년 4월 26일에 대한민국은 2019년 7월 11일에 개봉되었다.

## 줄거리
평화로운 오후의 찻집, 엉덩이 탐정과 조수 브라운이 티타임을 즐기고 있을 때,

큰 쇼핑백을 든 뿌우람 씨가 들어온다.

마을에 새롭게 오픈하는 카레 가게의 사장인 뿌우람 씨는

카레 요리에 빠지면 안 되는 중요한 향신료가 사라진 것을 알게 된다!

“그게 없으면 카레를 만들 수 없어. 가게를 열 수 없어!”

충격으로 쓰러진 뿌우람 씨를 보고 엉덩이 탐정이 일어난다.

“저에게 맡겨 주십시오!”

과연 엉덩이 탐정은 ‘화려한’ 추리로 사라진 향신료의 수수께끼에 다가설 수 있을까?

## 출연진
- 산페이 유코 - 엉덩이 탐정 목소리 역
- 사이토 아야카 - 브라운 목소리 역
- 와타나베 잇케이 - 말티즈 서장 목소리 역
- 오오타 히카리 - 알 파치노 목소리 역

### 한국어 더빙
- 김은아 - 엉덩이탐정 목소리 역
- 소연 - 브라운 목소리 역
- 홍진욱 - 말티즈 서장 목소리 역
- 남도형 - 괴도 유 목소리 역
- 이장원 - 찻집주인 목소리 역
- 배정미 - 방울이 목소리 역
- 사성웅
- 석승훈
- 김사라
- 이다슬